# Greenova věta
Greenova věta je věta diferenciální geometrie, která popisuje vztah mezi křivkovým integrálem druhého druhu vektorového pole v rovině přes hladkou uzavřenou orientovanou křivku a plošným integrálem rotace vektorového pole přes plochu křivkou uzavřenou. Tato věta je speciálním případem tzv. Stokesovy věty. Autorem Greenovy věty je George Green.

## Znění věty

D je oblast ohraničená křivkami C_{1}, C_{2}, C_{3}, C_{4}.

Je-li {\displaystyle \mathbf {F} (x,y)=[F_{x}(x,y),F_{y}(x,y)]} vektorové pole se spojitými parciálními derivacemi prvního řádu na jednoduše souvislé ploše {\displaystyle S} ohraničené po částech hladkou jednoduchou uzavřenou kladně orientovanou křivkou {\displaystyle C}, pak platí:
{\displaystyle \oint _{C}(F_{x}\mathrm {d} x+F_{y}\mathrm {d} y)=\iint _{S}({\frac {\partial F_{y}}{\partial x}}-{\frac {\partial F_{x}}{\partial y}})\ \mathrm {d} x\ \mathrm {d} y}.

## Výpočet obsahu
Greenovu větu je možno využít k výpočtu obsahu plochy v rovině. Zvolme funkce {\displaystyle F_{x}} a {\displaystyle F_{y}} tak,
 že platí {\displaystyle {\frac {\partial F_{y}}{\partial x}}-{\frac {\partial F_{x}}{\partial y}}=1}, potom je obsah (míra) oblasti {\displaystyle D} ohraničené hranicí {\displaystyle C} dán vztahem:
{\displaystyle S={\tfrac {1}{2}}\oint _{C}(-y\,dx+x\,dy)=\iint _{S}\mathrm {d} x\ \mathrm {d} y}, neboť (viz volba výše):
{\displaystyle \partial F_{y}\,\partial y-\partial F_{x}\,\partial x\ =\ \partial x\ \partial y\ =\ {\tfrac {1}{2}}\,\partial x\ \partial y+{\tfrac {1}{2}}\,\partial y\ \partial x}, tj.:
{\displaystyle \partial F_{y}={\tfrac {1}{2}}\partial x\ } a {\displaystyle \ \partial F_{x}=-{\tfrac {1}{2}}\partial y}, z čehož plyne: {\displaystyle F_{y}={\tfrac {1}{2}}x\ } a {\displaystyle \ F_{x}=-{\tfrac {1}{2}}y}.